# Wakefield Regional Council
Wakefield Regional Council är en kommun i Australien. Den ligger i delstaten South Australia, omkring 100 kilometer norr om delstatshuvudstaden Adelaide. Antalet invånare var 6 801 vid folkräkningen 2016.
Följande samhällen finns i Wakefield:
- Balaklava
- Snowtown
- Port Wakefield
- Owen
- Brinkworth
- Halbury
- Blyth
- Hoyleton
- Pinery
- Bowmans
- Beaufort
- Lochiel